# Encyclopedia Astronautica
Encyclopedia Astronautica – internetowa encyklopedia astronautyki. Rekomendowane przez NASA, Encyklopedię Britannica, gazety, sieci telewizyjne oraz historyków.  Stanowi obszerne, dobrze udokumentowane źródło wiedzy na temat historii i technologii lotów kosmicznych. Zawiera obszerny katalog pojazdów, astronautów, rakiet i misji kosmicznych.
Do dnia 19 lutego 2014 roku w Encyclopedia Astronautica znalazło się 25 687 stron oraz 9423 obrazy i zdjęcia.